# 1952年のスポーツ

## できごと
- 2月14日～25日 - 第6回オスロオリンピック開催
- 3月31日 - GHQ、講和条約発効を前に神宮外苑の各競技場、メモリアルホールなどを接収解除[1]。
- 4月6日 - 大村競艇場にて競艇が初開催される。
- 4月10日 - 文部省、中学校以上の体育教育にしない競技を採用しても良いと通達
- 5月19日 - ボクシングの白井義男、世界フライ級制覇、日本初の世界チャンピオン誕生
- 7月19日～8月3日 - 第15回ヘルシンキオリンピック開催
- 8月22日 - 第1回全日本大学野球選手権大会開催
- 9月21日 - 大相撲で本柱を廃止
- 10月11日 - 東京六大学野球連盟実況をテレビ実験放送
- 12月20日 - 第二次世界大戦後初のボウリング場、青山に開場

## 総合競技大会
- 第6回オスロオリンピック（2月14日～25日） - 日本の獲得メダル：なし

| 第6回オスロオリンピック        | 第6回オスロオリンピック | 第6回オスロオリンピック | 第6回オスロオリンピック | 第6回オスロオリンピック | 第6回オスロオリンピック |
| 順位                           | 国・地域名              | 金                      | 銀                      | 銅                      | 計                      |
| ------------------------------ | ----------------------- | ----------------------- | ----------------------- | ----------------------- | ----------------------- |
| 1                              | ノルウェー              | 7                       | 3                       | 6                       | 16                      |
| 2                              | アメリカ                | 4                       | 6                       | 1                       | 11                      |
| 3                              | フィンランド            | 3                       | 4                       | 2                       | 9                       |
| 4                              | オーストリア            | 2                       | 4                       | 2                       | 8                       |
| 5                              | 西ドイツ                | 2                       | 0                       | 0                       | 2                       |
| 6                              | 東ドイツ                | 1                       | 2                       | 2                       | 5                       |
| 7                              | カナダ                  | 1                       | 0                       | 1                       | 2                       |
| 7                              | イタリア                | 1                       | 0                       | 1                       | 2                       |
| 9                              | イギリス                | 1                       | 0                       | 0                       | 1                       |
| 10                             | オランダ                | 0                       | 3                       | 0                       | 3                       |
| 詳細はオスロオリンピックを参照 |                         |                         |                         |                         |                         |

- 第15回ヘルシンキオリンピック（7月19日～8月3日） - 日本の獲得メダル：金1、銀6、銅2

| 第15回ヘルシンキオリンピック       | 第15回ヘルシンキオリンピック | 第15回ヘルシンキオリンピック | 第15回ヘルシンキオリンピック | 第15回ヘルシンキオリンピック | 第15回ヘルシンキオリンピック |
| 順位                               | 国・地域名                   | 金                           | 銀                           | 銅                           | 計                           |
| ---------------------------------- | ---------------------------- | ---------------------------- | ---------------------------- | ---------------------------- | ---------------------------- |
| 1                                  | アメリカ                     | 40                           | 19                           | 17                           | 76                           |
| 2                                  | ソビエト連邦                 | 22                           | 30                           | 19                           | 71                           |
| 3                                  | ハンガリー                   | 16                           | 10                           | 16                           | 42                           |
| 4                                  | スウェーデン                 | 12                           | 13                           | 10                           | 35                           |
| 5                                  | イタリア                     | 8                            | 9                            | 4                            | 21                           |
| 6                                  | チェコスロバキア             | 7                            | 3                            | 3                            | 13                           |
| 7                                  | フランス                     | 6                            | 6                            | 6                            | 18                           |
| 8                                  | フィンランド                 | 6                            | 3                            | 13                           | 22                           |
| 9                                  | オーストラリア               | 6                            | 2                            | 3                            | 11                           |
| 10                                 | ノルウェー                   | 3                            | 2                            | 0                            | 5                            |
| 詳細はヘルシンキオリンピックを参照 |                              |                              |                              |                              |                              |

- 第7回東北3県国体（冬季スケート - 栃木県・1月24日～27日、冬季スキー - 北海道・3月5日～9日、夏季水泳 - 栃木県・9月20日～23日、夏季ヨット - 宮城県・9月17日～21日、秋季 - 福島県、宮城県、山形県・10月19日～23日）
  - 天皇杯順位
冬季大会：優勝 北海道、第2位 長野県、第3位 東京都
夏・秋季大会：優勝 東京都、第2位 福岡県、第3位 愛知県
  - 皇后杯順位
冬季大会：優勝 北海道、第2位 東京都、第3位 青森県
夏・秋季大会：優勝 東京都、第2位 愛知県、第3位 岡山県

## アイスホッケー
- スタンレーカップ決勝（1951-1952シーズン）
デトロイト・レッドウィングス （4戦全勝） モントリオール・カナディアンズ

## アメリカンフットボール
- NFLチャンピオンシップゲーム
デトロイト・ライオンズ（ナショナル） 17-7 クリーブランド・ブラウンズ（アメリカン）

## 大相撲
- 春場所（蔵前（仮設）国技館・1月12日～26日）
幕内最高優勝 : 羽黒山政司（15戦全勝,7回目）
十両優勝 : 藤田山忠義（13勝2敗）
- 夏場所（蔵前（仮設）国技館・5月11日～25日）
幕内最高優勝 : 東富士謹一（13勝2敗,5回目）
十両優勝 : 今大嶋幸男（12勝3敗）
- 秋場所（蔵前（仮設）国技館・9月21日～10月5日）
幕内最高優勝 : 栃錦清隆(14勝1敗,初）
十両優勝 : 鶴嶺山昭男（11勝4敗）

## ゴルフ

### 世界4大大会（男子）
- マスターズ優勝者：サム・スニード（アメリカ）
- 全米オープン優勝者：ジュリアス・ボロス（アメリカ）
- 全英オープン優勝者：ボビー・ロック（南アフリカ）
- 全米プロゴルフ優勝者：ジム・ターネサ（アメリカ）

## サッカー
- 第32回天皇杯全日本サッカー選手権大会決勝
全慶應 6-2 大阪クラブ

## 自転車競技

### ロードレース
- 第35回ジロ・デ・イタリア
総合優勝：ファウスト・コッピ（イタリア）
- 第39回ツール・ド・フランス
総合優勝：ファウスト・コッピ（イタリア）
- 世界自転車選手権プロ・個人ロードレース
優勝：ハインツ・ミュラー（西ドイツ）

## 競輪
- 第2回全国都道府県選抜競輪（高松競輪場）
男子1000m競走優勝：松本勝明（京都）
男子2000m競走優勝：西地清一（大阪）
男子3000m競走優勝：森永宏造（佐賀）
男子6000m競走優勝：阿久津開司（群馬）
女子2000m競走優勝：渋谷小夜子（神奈川）
- 第6回全国争覇競輪（川崎競輪場）
男子競走車部門優勝：高倉登（埼玉）
男子実用車部門優勝：河内正一（兵庫）
女子競走車部門優勝：田中和子（奈良）
- 第3回高松宮同妃賜杯競輪
男子優勝：高倉登（埼玉）
女子優勝：渋谷小夜子（神奈川）
- 第3回全国都道府県選抜競輪（福岡競輪場）
男子1000m競走優勝：熊坂克己（東京）
男子2000m競走優勝：尾池義翁（大阪）
男子3000m競走優勝：西田勇（大阪）
男子6000m競走優勝：高倉登（埼玉）
女子1000m競走優勝：谷口俊子（兵庫）
女子2000m競走優勝：渋谷小夜子（神奈川）
- 第7回全国争覇競輪（後楽園競輪場）
男子競走車部門優勝：宮本義春（熊本）
男子実用車部門優勝：河内正一（兵庫）
女子競走車部門優勝：水野信子（愛知）

## テニス

### グランドスラム
- 全豪選手権　男子単優勝：ケン・マグレガー（オーストラリア）、女子単優勝：テルマ・コイン・ロング（オーストラリア）
- 全仏選手権　男子単優勝：ヤロスラフ・ドロブニー（チェコスロバキア）、女子単優勝：ドリス・ハート（アメリカ）
- ウィンブルドン　男子単優勝：フランク・セッジマン（オーストラリア）、女子単優勝：モーリーン・コノリー（アメリカ）
- 全米選手権　男子単優勝：フランク・セッジマン（オーストラリア）、女子単優勝：モーリーン・コノリー（アメリカ）

## バスケットボール
- NBAファイナル（1951-1952シーズン）
ミネアポリス・レイカーズ （4勝3敗） ニューヨーク・ニックス

## 誕生
- 1月5日 - 大迫たつ子（宮城県、ゴルフ）
- 1月11日 - ベン・クレンショー（英語版）（アメリカ、ゴルフ）
- 1月16日 - ピエルカルロ・ギンザーニ（イタリア、レーシングドライバー）
- 1月23日 - 太田幸司（青森県、野球）
- 1月24日 - レイモン・ドメネク（フランス、サッカー）
- 2月3日 - フレッド・リン（アメリカ、野球）
- 2月29日 - ライサ・スメタニナ（ソビエト連邦、ノルディックスキー）
- 3月5日 - 山下大輔（静岡県、野球）
- 3月11日 - 簑田浩二（広島県、野球）
- 3月12日 - 奥寺康彦（秋田県、サッカー）
- 3月18日 - パット・エデリー（アイルランド、競馬）
- 3月20日 - ジェフ・ブラバム（オーストラリア、レーシングドライバー）
- 3月26日 - ディディエ・ピローニ（フランス、レーシングドライバー、+1987年）
- 4月4日 - ローズマリー・アッカーマン（ドイツ、陸上競技）
- 4月5日 - 淡口憲治（兵庫県、野球）
- 4月16日 - 永井良和（埼玉県、サッカー）
- 4月26日 - 新井宏昌（大阪府、野球）
- 4月27日 - アリ・バタネン（フィンランド、ラリードライバー）
- 5月10日 - ヴァンデルレイ・ルシェンブルゴ（ブラジル、サッカー）
- 5月17日 - ホルヘ・マリオ・オルギン（アルゼンチン、サッカー）
- 5月18日 - 石塚武生（東京都、ラグビー、+2009年）
- 5月19日 - ベルト・ファン・マルワイク（オランダ、サッカー）
- 5月19日 - チャーリー・スペディング（イギリス、マラソン）
- 5月20日 - ロジェ・ミラ（カメルーン、サッカー）
- 6月8日 - 杉浦享（愛知県、野球）
- 6月12日 - 魁輝薫秀（青森県、相撲）
- 6月15日 - 柏原純一（熊本県、野球）
- 6月20日 - 中村誠（宮崎県、空手）
- 6月28日 - 池谷公二郎（静岡県、野球）
- 7月6日 - ダニー・ロペス（アメリカ、ボクシング）
- 7月8日 - ウルリッヒ・ベーリンク（ドイツ、ノルディックスキー）
- 7月9日 - 村田辰美（秋田県、野球）
- 7月20日 - 倉持明（神奈川県、野球）
- 8月2日 - 新美敏（熊本県、野球）
- 8月3日 - オズワルド・アルディレス（アルゼンチン、サッカー）
- 8月10日 - 野瀬清喜（新潟県、柔道）
- 8月17日 - ネルソン・ピケ（ブラジル、レーシングドライバー）
- 8月17日 - ギレルモ・ビラス（アルゼンチン、テニス）
- 8月28日 - 菅野光夫（茨城県、野球、+2007年）
- 8月30日 - 梶間健一（茨城県、野球）
- 8月30日 - ヴォイチェフ・フィバク（ポーランド、テニス）
- 9月2日 - ジミー・コナーズ（アメリカ、テニス）
- 9月28日 - 喜多秀喜（佐賀県、マラソン）
- 9月29日 - 隆の里俊英（青森県、相撲）
- 9月29日 - 松沼博久（東京都、野球）
- 10月1日 - 三沢淳（島根県、野球、+2022年）
- 10月16日 - 金城基泰（大阪府、野球）
- 10月21日 - 上田昭夫（東京都、ラグビー）
- 10月27日 - ピート・ブコビッチ（アメリカ、野球）
- 10月30日 - 蛯名信広（千葉県、競馬、+2009年）
- 11月1日 - 島本講平（和歌山県、野球）
- 11月4日 - 田原敬三（広島県、空手、+2005年）
- 11月5日 - ビル・ウォルトン（アメリカ、バスケットボール）
- 11月8日 - ジョン・デニー（アメリカ、野球）
- 11月13日 - ヨジップ・クゼ（クロアチア、サッカー）
- 11月14日 - 小林繁（鳥取県、野球、+2010年）
- 11月26日 - ウェンディ・ターンブル（オーストラリア、テニス）
- 11月28日 - ロルフ・エステルライヒ（ドイツ、フィギュアスケート）
- 12月4日 - レオン・リー（アメリカ、野球）
- 12月15日 - 小見幸隆（東京都、サッカー）
- 12月15日 - アラン・シモンセン（デンマーク、サッカー）
- 12月16日 - 蔵間龍也（滋賀県、相撲、+1995年）
- 12月21日 - ウォーキーン・アンドゥハー（ドミニカ共和国、野球）
- 12月28日 - レイ・ナイト（アメリカ、野球）

## 死去
- 2月14日 - モリス・デワール（ベルギー、自転車競技、*1896年）
- 7月24日 - リカルト・ヨハンソン（スウェーデン、フィギュアスケート、*1882年）
- 10月26日 - マートル・マカティアー（アメリカ、テニス、*1878年）
- 11月26日 - スウェン・ヘディン（スウェーデン、探検家、*1865年）